# Ludwig Bockholt
Ludwig Bockholt (1. marts 1885 Herdt i Düsseldorf – 7. april 1918 Otrantostrædet i Adriaterhavet) var en tysk kaptajnløjtnant og marineofficerer, som under 1. verdenskrig var kommandant på 4 af den tyske Kaiserliche Marines zeppelinere og var mellem 30. januar og 11. september 1917 stationeret på luftskibsbasen i Tønder. Herfra opbragte han 23. april 1917 i Nordsøen med luftskib L 23 det norske sejlskib Royal og dets krigskontrabande, som bragtes til Cuxhaven.
Senere fløj han de 2 største zeppelinere bygget under krigen, beregnet til indsats i Tysk Østafrika.
Det første forulykkede, men med Afrikaluftskibet L 59 satte han en legendarisk langdistance-verdensrekord.
Hjemvendt omkom han som kommandant på L 59 under et togt, der skulle have gået mod Malta.

## Stationeret i Tønder
Kaptajnløjtnant Bockholt udførte som kommandant i alt 57 ture, heraf 39 fra luftskibsbasen i Tønder med L 23 og L 54.
Med søløjtnant Maas som 1. officer overtog han 30. januar 1917 kommandoen over L 23, efter Franz Stabbert, der ellers i 1916 havde været interneret i Norge efter nødlanding med L 20.
Under en rekognoscering over Nordsøen 23. april 1917 opdagede L 23 den norske bark Royal 85 sømil ud for Bovbjerg Fyr. Ved at smide en bombe foran sejlskibets bov blev dens norske besætning tvunget til at gå i redningsbådene. Luftskibet gik derefter forsigtigt ned over den ene redningsbåd, hvor Bockholt udbad sig skibets papirer og sendte en officer og 5 matroser over på sejlskibet for at undersøge lasten, der viste sig at bestå af minetømmer til England.
En hastig udvalgt prisekommando overtog derfor skibet og sejlede det til Cuxhaven, hvor det senere solgtes af priseretten.
Se også afsnittet opbringning af barken Royal i artiklen om L 23.

Efter 35 ture med L 23 afløstes Bockholt 14. juni 1917 af Bernhard Dinter, som blev nedskudt og omkom 40 km fra Jyllands vestkyst ud for Stadil Fjord den 21. august 1917.
Den 20. august 1917 blev Bockholt igen stationeret i Tønder som kommandant over L54, som var nybygget i Staaken ved Berlin. Efter 4 ture afløstes han 11. september 1917 af von Buttlar-Brandenfels, som bl.a. med L 54 dirigerede det berømte 'silent raid' over London, inden luftskibet 19. juli 1918 brændte ved bombardementet af luftskibsbasen i Tønder.

## Ulykken i Jüterbog
I Friedrichshafen den 26. september 1917 udførte kaptajn Bernhard Lau og kaptajnløjtnant Bockholt den første af 2 værkstedsflyvninger med verdens største zeppeliner L 57 på 226,5 meter (fabrikationsnummer LZ 102, type W).

Zeppelineren var omgærdet af stor hemmelighedskræmmeri, fordi den indgik i 'Unternehmen China Sache', en streng hemmelig mission med formål at støtte kolonien Tysk Østafrika (Tanzania), hvor en beskyttelsestrop ledet af Paul von Lettow-Vorbeck var trængt af engelsk-støttede oprørere.
Bockholt overførte zeppelineren til luftskibshavnen i Niedergörsdorf-Jüterbog 50 km syd for Berlin, hvor den skulle udføre flere krigsmæssige prøvefarter.

Fuld læsset med ballast, brændstof og 14 tons gods forsøgte Bockholt den 7. oktober sin 4. prøvefart trods stormvejr.
Kort efter start pressede en byge luftskibet mod jorden, hvorved de bagerste drivværker led skade og styringsindretningerne brækkede.
Bockholt lod hurtigt sin besætning stige ud og styrede alene videre, men det relativt uerfarne mandskab på jorden kunne ikke holde zeppelineren, som fik snuden ødelagt mod en halport og forankringen ved bugen revet af, hvorefter den drev henover marken.

For at forhindre driften åbnede Bockholt gasventilerne og befalede efter at have forladt luftskibet, sine folk skyde hul på gascellerne med geværer.
Ved denne unødige aktion udbrød der ild og zeppelineren udbrændte. Hele besætningen undslap uskadt, men af jordmandskabet døde en og 4 kvæstedes. Trods kritik holdt admiralitetsrådet under ledelse af Alfred von Tirpitz hånden over kommandanten.

## Afrikaluftskibet
Rigsmarineamtet bestilte 9. oktober et erstatningsluftskib ved Luftschiffbau Zeppelin og det besluttedes at forlænge det næsten færdigbyggede luftskib L 59 (konstruktionsnummer LZ 104) på Zeppelinværket i Staaken til samme størrelse.

Allerede 25. oktober sattes L 59 i tjeneste og 3. til 4. november overførtes af Bockholt til basen i Jambol i den allierede centralmagt Bulgarien.
Luftskibet udrustedes med en totallast på 50 ton, heriblandt 22 ton benzin, 11 ton våben, 9 ton vand og 2,6 ton medicinske medikamenter.
Afgang den 13. november aflystes pga. ugunstige vejrforhold.
Næste forsøg måtte 16. november afbrydes efter allieret osmannisk beskydning over Akhisar (vestlige Tyrkiet), med gastab og dårligt vejr. Kystartilleriet var ikke informeret om den hemmelige mission.
Endelig 21. november lykkedes afgangen med rute over bl.a. det Ægæiske Hav, vestlige Ægypten og Sudan med destination von Lettow-Vorbecks beskyttelsestropper på Makonde-højlandet i det sydøstlige Tanzania.

Men med Khartoum fjernt i sigte opfangedes en skelsættende melding fra langbølgesenderen i Nauen ved Berlin, afsendt af admiralstaben.
Lettow-Vorbecks sidste støttepunkt Rewala er tabt. Hele Makonde-højlandet i engelsk besiddelse. Lettows delvis fanget. Resten i nord hårdt trængt. Vend straks om! "
Om morgenen den 25. november var luftskibet tilbage i Jambol efter knap 4 døgn og efter at have tilbagelagt verdensrekord-distancen 6.757 km.

## Bombardement af Napoli og Port Said
Anmodninger fra Bockholt om en ny Afrikafart afvistes og 21. december 1917 var L 59 tilbage i Friedrichshafen, hvor en ombygning til krigsindsats indledtes.
Tilbage på basen i Jambol, fulgte et angrebstogt 3./4. marts mod Syditalien, som Bockholt måtte afbryde på grund af vejrforholdene.
Armstrong di Pozzuoli
Natten mellem 10./11. marts bombarderedes Napolis flådebase og gasværket i en nordlig bydel, foruden stårværkerne i Bagnoli og Pozzuoli vest for, uden at møde modstand. Der blev smidt 6,4 ton bomber. I bydelen Granili var 5 dræbte og 40 sårede og i området Posillipo mod vest 11 dræbte og 30 sårede.
På vej hjem skete et farligt uheld ombord, hvor benzindampe bedøvede besætningen og motorerne faldt ud. Først efter 2 timer var de i gang igen.

På et angrebstogt 20. til 22. marts mod Port Said ved Suezkanalen mistedes orienteringen og da luftskibet om morgenen den 21. endelig nåede frem turde Bockholt ikke gå ned i lav højde for at opnå større træfsikkerhed, pga. beskydning.
På hjemturen forhindrede tæt skydække igen angreb på fjendtlige objekter ved Kreta.

## Døden over Otrantostrædet
Et angreb mod britiske støttepunkter på Malta var planlagt 7. april 1918, men ved passage over Otrantostrædet i sydenden af Adriaterhavet mellem Albanien og Italien blev den tyske ubåd UB 53 pludselig vidne til L 59's eksplosion og styrt kl. 20.34.

Ubåden var samme dag stævnet ud fra basen i den dengang østrig-ungarske havneby Kotor i Montenegro, da det ved overfladesejlads opdagede et luftskib til agter. Det var ikke muligt at opnå radiokontakt fra ubåden og maskingeværskytter sattes i beredskab.
Kort efter observeredes fra ubåden i en anslået afstand på omkring 25 – 30 km mod syd højt på himlen to nært liggende brændpunkter som kort efter udviklede sig til en stor flamme og omridset af et luftskib kunne ses.
Adskillige eksplosioner hørtes.
Det brændende luftskib fløj langsomt videre og brast derefter sammen på midten og faldt til sidst som en brændende søjle i havet.
Da indså ubådschefen, at det måtte dreje sig om L 59 og man sejlede med største kraft til nedstyrtningsstedet, hvor der intet blev fundet, selv om eftersøgningsområdet udvidedes betragteligt.
Der var altså ingen overlevende og turen blev Bockholts 18. og sidste med det berømte luftskib.
Af teorier til mulig årsag til nedstyrtningen nævnes en defekt benzinslange og skud fra forskellig side.
Vraget af L 59 er vist aldrig lokaliseret, men i Jambol er opsat et mindesmærke.

## Eksterne links
- Kapitänleutnant Ludwig Bockholt - zeppelin-museum.dk
- Kapitänleutnant Ludwig Bockholt - luftschiff.de
- Bockholt, Ludwig - frontflieger.de
- Ludwig Bockholt Arkiveret 8. februar 2022 hos  Wayback Machine - weltkriegsopfer.de
- Verlustliste Arkiveret 15. september 2013 hos  Wayback Machine - denkmalprojekt.org

1. 1 2 3  Friedrich Engelke - buddecke.de
2. ↑  A l'abordage Arkiveret 8. april 2016 hos  Wayback Machine - lzdream.net
3. ↑  Les zeppelins de série w Arkiveret 9. oktober 2014 hos  Wayback Machine - lzdream.net
4. ↑  Misslungener Luftschiff-Nachschub für Lettow-Vorbeck - golf-dornseif.de
5. ↑  Der Luftschiffhafen Niedergörsdorf – Jüterbog (Webside ikke længere tilgængelig) - altes-lager.eu
6. ↑  Hydrogen Airship Disasters - airships.net
7. ↑  Der Flugplatz Staaken - zeppelinpark.com
8. ↑  Die Luftschiffern Post während des Ersten Weltkrieges Arkiveret 22. december 2014 hos  Wayback Machine - ezeptalk.de
9. ↑  Einige Aspekte zur Afrika-Fahrt des Marine-Luftschiffs L 59 Arkiveret 6. august 2014 hos  Wayback Machine - traditionsverband.de
10. ↑  Die legendäre Afrika-Fahrt des Luftschiffs L 59 im Ersten Weltkrieg Arkiveret 5. oktober 2013 hos  Wayback Machine - heimatverein-siebengebirge.de
11. ↑  The Long, Strange Journey of L.59 Arkiveret 6. august 2014 hos  Wayback Machine - avalanchepress.com
12. ↑  Marine Luftschiff 59 / L 59 - buddecke.de
13. ↑  Il volo del dirigibile tedesco L. 59 sull'Africa nel 1917 e il bombardamento di Napoli del 1918 Arkiveret 15. august 2016 hos  Wayback Machine - icsm.it
14. ↑  Il dirigibile Zeppelin che bombardò Napoli Arkiveret 8. februar 2022 hos  Wayback Machine - bbrsp.com
15. ↑  Zeppelin Raid on Naples! Arkiveret 8. oktober 2014 hos  Wayback Machine - naplesldm.com
16. ↑  Luftschiff L 59 (LZ 104) - frontflieger.de